# Брэннон, Эш
Эш Брэннон (англ. Ash Brannon; 31 октября 1969, Колумбус) — американский режиссёр, аниматор и мульпликатор. Номинант на премию «Оскар».

## Биография
Родился в 1969 году в Колумбусе. Окончил Школу Искусств Дугласа Андерсона (факультет визуальных искусств) во Флориде и Калифорнийский институт искусств.
С 1989 года работает на Walt Disney Animation Studios.

## Фильмография
| Год  | Фильм             | Должность                        |
| ---- | ----------------- | -------------------------------- |
| 1989 | Русалочка         | анимационный стажёр              |
| 1995 | История игрушек   | главный аниматор, художник       |
| 1998 | Приключения Флика | художник                         |
| 1999 | История игрушек 2 | сорежиссёр, автор идеи, аниматор |
| 2006 | Лесная братва     | дополнительный художник          |
| 2006 | Сезон охоты       | особая благодарность в титрах    |
| 2007 | Лови волну!       | сорежиссёр, сценарист, озвучка   |
| 2016 | Рок Дог           | режиссёр, сценарист, озвучка     |
| 2016 | Зверопой          | художник (нет в титрах)          |

## Награды и номинации
Critics’ Choice Movie Awards
- История игрушек 2 (1999) — лучший анимационный фильм (победа)

Премия Сообщества кинокритиков Лас Вегаса
- История игрушек 2 (2000) — лучший анимационный фильм (номинация)

Энни
- История игрушек 2 (2000) — выдающиеся достижения в создании анимационного фильма, выдающиеся достижения режиссёра в создании анимационных фильмов (победа)
- Лови волну! (2008) — выдающиеся достижения режиссёра в создании анимационного фильма, выдающиеся достижения сценариста в создании анимационного фильма (номинации)

Оскар
- Лови волну! (2008) — лучший анимационный полнометражный фильм (номинация)

Шанхайский кинофестиваль
- Рок Дог (2016) — лучший анимационный фильм (номинация)